# Voyager IV
Voyager IV (auch VoyagerIV, Voyager 4) ist eine deutsch-niederländische Band, die Elemente von Klassik, Rock und Jazz miteinander verbindet. Die Band ist ein neuer Vertreter des Progressive Rock. Der Bandname ist an die Raumsonde Voyager 2 angelehnt, die mit Musik auf der Voyager Golden Record im Kosmos unterwegs ist.
Das Debütalbum Pictures at an Exhibition von 2019 gewann 2020 den Preis „Beste Rockband Deutschlands“ vom Deutschen Rock & Pop Musikerverband und basiert auf Bilder einer Ausstellung des russischen Komponisten Mussorgski. Zudem finden sich Anspielungen auf das Album Pictures at an Exhibition (1971) von Emerson, Lake & Palmer.
„Voyager IV ist keine Tribute-Band, die Emerson, Lake & Palmer Ton für Ton nacheifert. Der Band geht es vielmehr um eine neue Interpretation des Mussorgski-Materials.“
Produzent ist der Engländer Jon Caffery, der schon für Die Toten Hosen, die Rainbirds und Wir sind Helden arbeitete.

## Geschichte
Die Band wurde 2017 gegründet, nachdem ein Auftritt des Marcus-Schinkel-Trios mit Gastsänger Johannes Kuchta im Bonner Musikclub Harmonie so erfolgreich war, dass eine weitere Zusammenarbeit beschlossen wurde. Das Trio hatte schon vorher zahlreiche Adaptionen klassischer Stücke von Ludwig van Beethoven für sein Programm Crossover Beethoven verwendet, allerdings mehr im instrumentalen Jazz- und Jazzrock-Bereich.
Alle Mitglieder wurden mit verschiedenen Musikpreisen ausgezeichnet, so Schlagzeuger Wim de Vries 2018 mit dem „Jazz Drums Benelux“ , Marcus Schinkel als bester Keyboarder und Johannes Kuchta als bester Progrock-Sänger 2019.
Live und auf dem aktuellen Album werden der komplette klassische Zyklus bearbeitet und neue Teile dazu komponiert. Hierzu zählen Promenade, Gnomus, Il vecchio castello, Tuileries, Bydło, Ballett der unausgeschlüpften Küken, „Samuel“ Goldenberg und „Schmuÿle“, Limoges, Catacombae, Cum mortuis in lingua mortua, Die Hütte auf Hühnerfüßen (Baba-Jaga) und Das große Tor von Kiew. Dazu kommen eigene Bearbeitungen von Lucky Man von Emerson, Lake & Palmer sowie Talk to the Wind von King Crimson.

## Stil
Die Musik der Gruppe zeichnet sich durch eine Vermischung aus Singer-Songwriter und instrumentalen Jazzrock-Teilen aus. Alle Stücke werden von den Bandleadern Johannes Kuchta und Marcus Schinkel komponiert und arrangiert, die dabei ihre unterschiedlichen Herkünfte aus Popmusik und Jazz mit einfließen lassen.
Das Bühnenprogramm beinhaltet eine Lightshow, bei der auch die Laserharfe eingesetzt wird, ein Musikinstrument, das durch Berührung der Laserstrahlen Synthesizer-Töne auslöst. Das Instrument wurde von Jean-Michel Jarre in den 1970er Jahren mit entwickelt. Keyboarder Marcus Schinkel setzt bei den Live-Auftritten der Band weitere ungewöhnliche Instrumente wie Keytar, Theremin, Melodika, Toy-Piano und Ribbon Controller ein.

## Diskografie
- 2019: Pictures at an Exhibition (Album, Melodic Revolution Records)